# SES S.A.
SES S.A. és una companyia internacional propietària i operadora de satèl·lits de telecomunicacions amb seu en Betzdorf, Luxemburg i està llistada a la Borsa de Luxemburg i Euronext Paris sota el símbol SESG. És part dels índexs LuxX Index, CAC Next 20 i Euronext 100.
SES és la segona major operadora de satèl·lits de telecomunicacions per ingressos i opera una flota de 50 satèl·lits geoestacionaris, sent capaç d'abastar al 99% de la població mundial. Aquests satèl·lits ofereixen serveis de comunicació satel·litària a empreses i agències governamentals, i transmet canals de televisió i ràdio a audiències a tot el món. Fins al setembre de 2011, transmet més de 5.900 canals a 245 milions de llars al voltant del món.
L'1 de març de 1985 va ser fundada originalment com a Société Européenne des Satellites, posteriorment el 2001 la companyia va ser redenominada SES Global i el 2006 va ser revertida a SES.
SES és un dels líders del mercat mundial de serveis de comunicacions per satèl·lit i pionera en molts desenvolupaments importants de la indústria. SES va ser pionera en transmissions directe a la llar, emissions FTA, co-ubicació satel·litària, transmissió digital i televisió d'alta definició.

## Estructura corporativa
| Operadors satel·litaris regionals | Participació |
| --------------------------------- | ------------ |
| Ciel                              | 70%          |
| QuetzSat                          | 49%          |
| YahLive                           | 35%          |
| O3b Networks                      | 34%          |
| Solaris Mobile                    | 50%          |

| Companyies de servei satel·litari | Participació |
| --------------------------------- | ------------ |
| SES Government Solutions          | 100%         |
| Astra Platform Services           | 100%         |
| SES Astra Broadband Services      | 100%         |
| ND SatCom                         | 24.9%        |
| SES Astra TechCom                 | 100%         |
| HD+                               | 100%         |

(Els nombres entre parèntesis indiquen el percentatge de participació)

## Administració corporativa
El 2 de maig de 2011, SES va anunciar que estava operant sota una nova estructura de gestió per consolidar a les llavors empreses subsidiàries, SES Astra i SES WORLD SKIES sota un Comitè Executiu responsable de dirigir les operacions diàries. El Comitè Executiu es compon de:
- Karim Sabah - CEO
- Andrew Browne - CFO
- Martin Halliwell - CTO
- Ferdinand Kayser - CCO
- Gerson Souto - CBDO

## Serveis
A través de les seves companyies i participacions, SES proporciona capacitat de transmissió per satèl·lit i serveis relacionats amb les transmissions de mitjans, també comunicacions governamentals i militars. Els satèl·lits de SES transmeten una gran varietat de formats que van des de la ràdio fins a televisió d'alta definició en format MPEG-2 i MPEG-4. SES ha estat una peça important en el desenvolupament del servei directe-a la-llar a Europa i els mercats de televisió per satèl·lit i cable als Estats Units.
Als Estats Units, SES proporciona serveis de cable i HD-PRIME, la plataforma de canals satel·litaris en alta definició més gran dels Estats Units. També s'ha introduït en la televisió 3D amb els recents llançaments de canals de demostració.
També ofereix ASTRA2Connect, un servei d'Internet per satèl·lit de banda ampla per a usuaris marítims i residencials, així com telefonia i televisió a usuaris finals en llocs remots on els serveis terrestres de banda ampla no estan disponibles. Així mateix ofereix capacitat satel·litària per a la distribució de vídeo, Internet i serveis de veu i dades a agències governamentals.
SES té gran activitat en la venda de transmissions de dades sobre satèl·lits planejats i en construcció, per a governs i institucions, inclòs el govern dels Estats Units i per al Sistema Europeu de Navegació Geoestacionària (EGNOS), una xarxa complementària al Sistema de Navegació Galileu.

## Història

### Primers anys
SES es va fundar l'1 març de 1985 amb iniciativa i suport del Govern de Luxemburg com Société Européenne des Satellites, quedant l'estat luxemburguès com un important accionista.
El 15 de novembre de 1985, SES signa un acord de llançament amb Arianespace per llançar el primer satèl·lit, el Astra 1A en a la posició orbital 19.2° E.
El 10 de desembre de 1988 es llança el Astra 1A, començant transmissions el 5 de febrer de 1989; sent els primers grans clients: Sky TV (Rupert Murdoch) i les emissores alemanyes ProSieben, Sat.1 i RTL Group.
En 1990, el Astra 1A estava transmetent a 16.6 milions d'espectadors per DTH a Europa. Va ser també pioner de la co-ubicació pel qual diversos satèl·lits comparteixen la mateixa posició orbital per proporcionar respatller mutu i augmentar el nombre de canals disponibles en una antena de recepció. En la ubicació principal d'Astra, 19.2 º Est, orbitaren fins a vuit satèl·lits simultàniament compartint la posició, això va ajudar a crear la reputació d'Astra quant a confiabilitat.
El 2 de març de 1991 SES llança el satèl·lit Astra 1B per suportar la creixent demanda de capacitat satel·litària.
El ràpid creixement a Alemanya, que es convertiria al major mercat europeu d'Astra, va ser afavorit per la decisió del govern alemany per liberalitzar la instal·lació d'antenes. En aquest moment SES es va convertir en el sistema de satèl·lits capdavanter en serveis de transmissió DTH, i es va convertir en la major plataforma de satèl·lit per a la distribució de Televisió.
En 8 d'abril de 1996, SES es converteix en la primera operadora satel·litària d'Occident a llançar un satèl·lit, el Astra 1F mitjançant un coet rus Protó; el llançament es va dur a terme amb èxit des del cosmòdrom de Baikonur, Kazakhstan. Es converteix en pionera en la transmissió digital per satèl·lit amb el Canal +, de França.
En 1997, comença a oferir els serveis satel·litaris de banda ampla de dues vies.
El 30 d'agost de 1998, es llança amb èxit el satèl·lit Astra 2A per cobrir la demanda al mercat del Regne Unit, transmetent en la posició orbital 28.2° E; eventualment, les transmissions d'Irlanda i Regne Unit van ser mogudes a aquesta nova posició orbital. El juliol del mateix any SES es converteix en una empresa publica, entrant al Luxembourg Estoc Exchange i cotitzant sota el símbol SESG.

### Expansió global
En 1999, SES comença un ambiciós període d'expansió global, més enllà del seu mercat local Europeu. L'expansió geogràfica va ser a l'una juntament amb la diversificació dels seus serveis a part del de televisió, cobrint així els serveis de telecomunicacions per a empreses i clients governamentals, també accessos de banda ampla i serveis de consultoria tècnica. Adquireix un 34.13% de participació de l'operadora de satèl·lits AsiaSat amb base a Hong Kong prenent amb això un punt de recolzo en Àsia i la regió del Pacífic,
El 2000, adquireix el 50% de la transmissora satel·litària escandinava Nordic Satellite AB (NSAB), i la reanomena SES Sirius, enfortint amb això la seva cobertura al nord i est d'Europa; en el mateix any també va adquirir 19.99% de participació de l'operadora satel·litària brasilera Star One, guanyant amb això presencia per primera vegada en américa llatina. Amb aquestes participacions SES aconseguia a cobrir fins al moment el 79% de la població mundial.
En 2001, SES compra el 28.75% de l'operadora argentina NahuelSat i adquireix GE Americom, donant-li una sòlida presència a l'important mercat nord-americà. Això va resultar en la formació de SES Global, una entitat corporativa amb dues companyies operatives, SES Astra i SES Americom. Totes juntes operaven una flota de 41 satèl·lits geoestacionaris, la més gran en 2001.
En 2003, van seguir altres adquisicions, la participació en Nordic Satellite AB es va incrementar d'un 50% a 75%. Mitjançant SES Americom es forma una aliança estratègica amb la major operadora de DTH als Estats Units, Dish Network de Echostar.
En 2005, adquireix a la proveïdora de serveis Digital Playout Centre GmbH renombrándola ASTRA Platform Services, és quan comença a oferir serveis a part d'arrendament de capacitat satelital. També anuncia participacions en l'operadora canadenca Ciel en un 70% i la recentment creada operadora satelital mexicana QuetzSat amb 49%, així com la desinversió en NahuelSat.
En 2006, adquireix New Skies Satellites, renombrándola SES New Skies, afegint amb això sis satèl·lits a l'actual flota de SES, i reforçant la cobertura a Àsia, el mig Est i Africa. Amb aquests canvis s'aconsegueix una cobertura del 99% de la població mundial.
En 2007, SES abandona la participació amb AsiaSat i Star One en una operació complexa amb General Electric. D'altra banda, SES assegura la flexibilitat d'accés a l'espai mitjançant la signatura d'un acord amb els proveïdors de serveis de llançaments, Arianespace i International Launch Services.
En 2008, s'incrementa la participació en Nordic Satellite AB fins al 90%. Es fusiona a SES Americom i SES New Skies en una única divisió nomenant-la SES World Skies.
En 2009, SES i l'operador de satèl·lits YahSat van anunciar la formació d'una Joint venture, YahLive, per a la comercialització de 23 transpondedores en banda Ku del Yahsat 1A para Orient Mitjà, Àfrica del Nord i Àsia del Sud amb serveis de televisió DTH. També en 2009, es va anunciar la inversió amb O3b Networks en un projecte per construir una Òrbita circular intermèdia amb satèl·lits d'òrbita terrestre baixa que oferiran servei d'Internet per satèl·lit d'alta velocitat, similar a la de banda ampla per fibra; això dirigit a les regions emergents del món.
En 2010, SES es va fer del total de participació de SES Sirius aconseguint així el 100%, una vegada fet això es va canviar el nom del satèl·lit en òrbita per Protostar-2, per SES-7, integrant-ho a la flota que cobreix Índia i el sud-est d'Àsia.

### Esdeveniments recents
El 2 de maig de 2011, SES anuncia la reestructuració de la companyia incorporant a dues entitats operatives SES Astra i SES World Skies en una mateixa i la reanomena per a coordinar les activitats sota un sol equip d'administració i una marca principal: SES.
El 6 d'agost va ser llançat el satèl·lit Astra 1N, transmetent des de la posició orbital 28.2° Est.
El 29 de setembre és llançat amb èxit des del cosmódromo de Baikonur el satèl·lit QuetzSat 1 de l'operadora mexicana QuetzSat per operar en la posició orbital 77° Oest; amb aquest llançament SES sumava 49 satèl·lits en òrbita.
Al febrer de 2012, va ser llançat el satèl·lit SES-4, convertint-se en el satèl·lit número 50 de l'empresa.